# لجنة تحقيق رسمية
لجنة تحقيق رسمية هي لجنة مستقلة عن الحكومة يتم إنشاؤها استناداً إلى قانون لجان التحقيق يقوم بتعيينها رئيس المحكمة العليا حصريا. يشترط أن يرأس اللجنة مما يخول لها إلزام الشهود بالامتثال أمامها وتقديم الوثائق التي تراها مناسبة وإصدار أوامر بالتفتيش والاعتقال وخلاف ذلك من صلاحيات القضاة.
مداولات اللجنة الرسمية تكون علنية بموجب القانون، إلا في حالات استثنائية تقررها اللجنة بناء على مبررات أمنية. كما يوجب القانون أن تُنشر التقارير والتوصيات التي تصدرها هذه اللجنة في نهاية تحقيقها على الملأ.
لا تتدخل الحكومة في عمل اللجنة التي يمكن أن تجعل تقريرها إلزامي بموجب قرار صادر عن المحكمة العلياأ.

## مصدر
1. 1 2 3 4  لجنة فينوغراد: الأصول والنشأة من موقع إنباء نسخة محفوظة 01 مارس 2011 على موقع واي باك مشين.